# Tävlingsätande

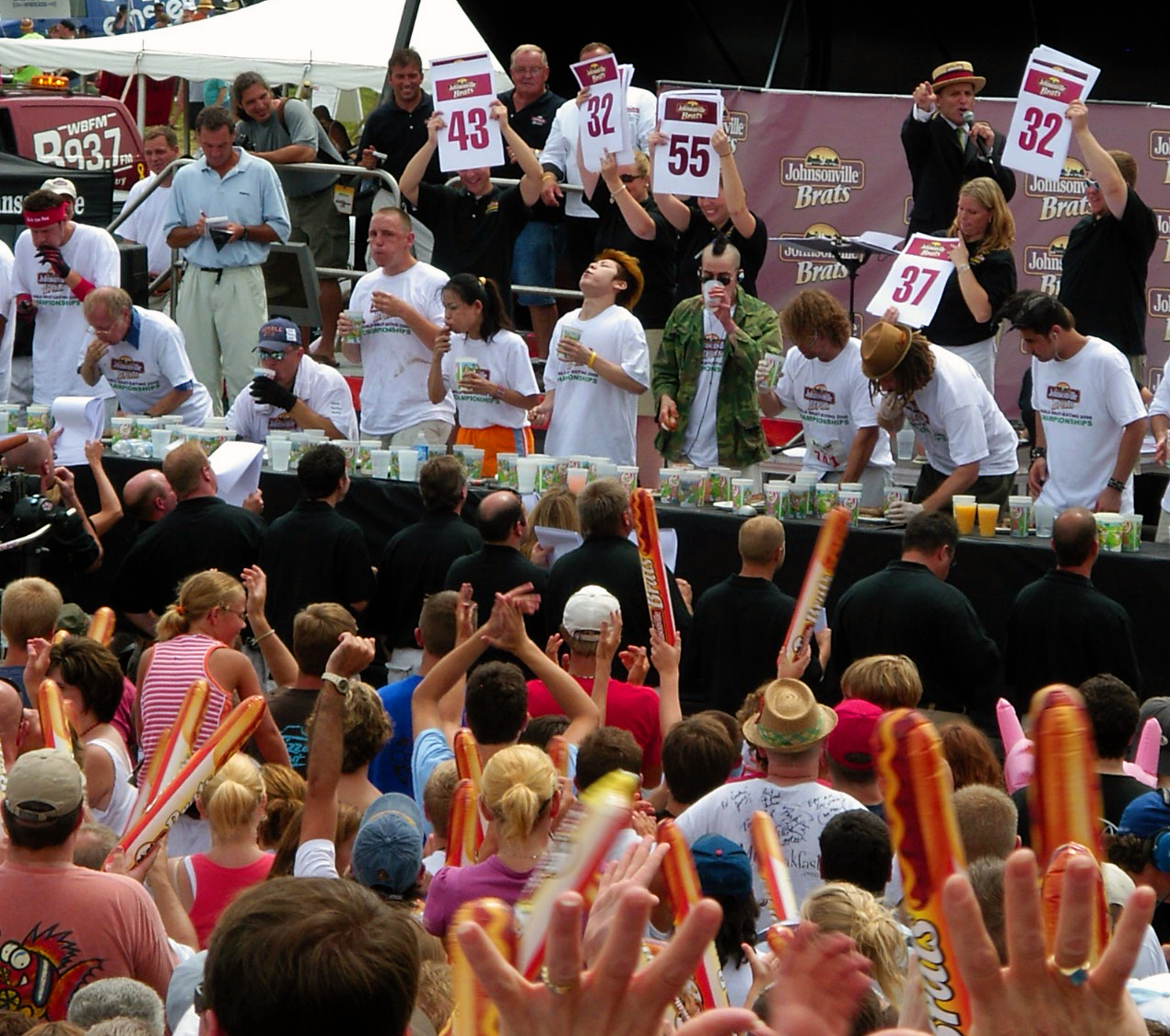
Internationell varmkorvätartävling 2006

Tävlingsätande är ett fenomen som går ut på att deltagarna tävlar, och försöker att äta så mycket som möjligt (eller en given kvantitet på kortast möjliga tid) av en specifik matvara. Bland de vanligaste är korv, tårta och hamburgare.